# Union (Connecticut)
Union es un pueblo ubicado en el condado de Tolland en el estado estadounidense de Connecticut. En el año 2005 tenía una población de 693 habitantes y una densidad poblacional de 9.3 personas por km².

## Geografía
Union se encuentra ubicada en las coordenadas 41°59′17″N 72°09′41″O / 41.98806, -72.16139.

## Demografía
Según la Oficina del Censo en 2000 los ingresos medios por hogar en la localidad eran de $58,214, y los ingresos medios por familia eran $65,417. Los hombres tenían unos ingresos medios de $48,021 frente a los $35,469 para las mujeres. La renta per cápita para la localidad era de $27,900. Alrededor del 3.5% de la población estaban por debajo del umbral de pobreza.